# Spundekäs

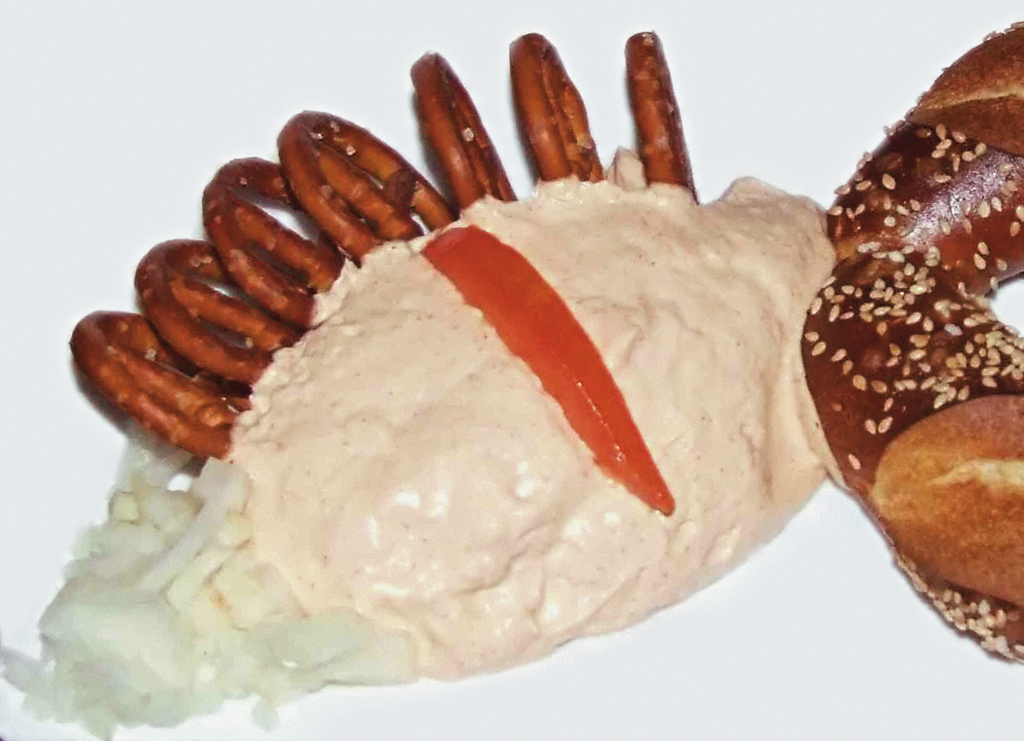
Eine Portion Spundekäs mit kleinen Salzbrezeln

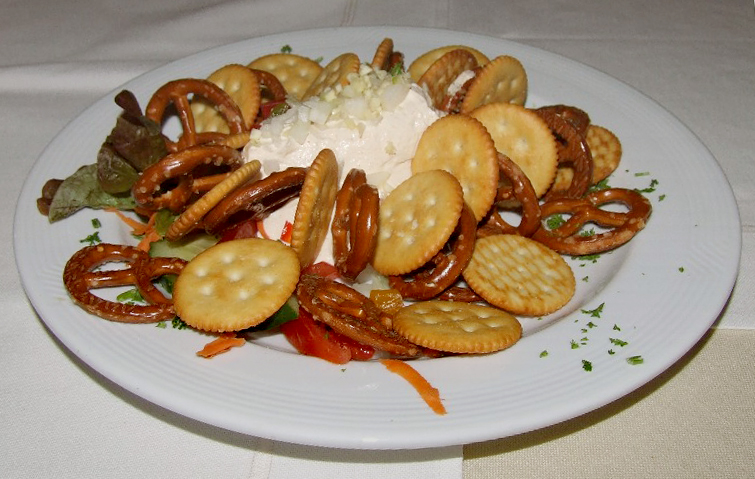
Auch Cracker lassen sich dippen

Spundekäs ist eine Frischkäsezubereitung, die ursprünglich aus dem nördlichen Rheinhessen stammt. 
Sogenannter Spundekäs wird mittlerweile überregional als Fertigprodukt in Supermärkten angeboten. Anders als im Originalrezept können Fertigprodukte beispielsweise auf Sauerrahm und nicht auf Frischkäse beziehungsweise Quark basieren.

## Grundrezept
Die Basis des Spundekäs besteht aus zwei Teilen Frischkäse und drei Teilen Sahnequark (Quark mit hoher Rahmstufe), welche zu einer homogenen Masse verrührt werden. Gewürzt wird mit Pfeffer, Speisesalz und dem Farbe gebenden süßen Paprikapulver. Dazu gibt es gehackte oder in Ringe geschnittene Zwiebeln, welche wahlweise darüber oder daneben gegeben werden.
Es gibt viele Variationen des Grundrezeptes, so gibt es Rezepte mit anderen Verhältnissen der Zutaten und mit Zusätzen wie Butter, Eigelb, Schmand oder Crème fraîche. Ein hoher Butteranteil geht mit einer festeren Konsistenz und daraus folgend besserer Formbarkeit einher. Die Würzung variiert ebenfalls. Je nach Rezept wird der Spundekäs zusätzlich mit Knoblauch, Kümmel, Senf oder Kapern gewürzt.

## Verzehr
Spundekäs wird in der Regel als Imbiss mit Salz- bzw. Laugenbrezeln (als Dip) oder kräftigem Brot (als Brotaufstrich) verzehrt. Spundekäs wird klassischerweise mit Weißwein konsumiert und daher in Rheinhessen und dem Rheingau in praktisch allen Weinhäusern und Straußwirtschaften serviert.

## Kultur
Die Zeitschrift Unser Rheinhessen hat den Spundekäs als ureigenes rheinhessisches Produkt ausgemacht: „Zwischen Hügeln gegoren, von Alzeyer Landfrauen gerührt und von Brezeln geliebt.“
Der Ehrenpräsident des Mombacher Carneval Vereins „Die Bohnebeitel“, Adolf Gottron, setzte dem Spundekäs ein Denkmal in Reimform:

„Ein jeder wääß, zum achte Gläsje

Gehört dem Mensch e Spundekäsje.

Des reizt de Gaume, stärkt de Mage –

Korz, mer kann widder ään vertrage!“

„Ein jeder weiß, zum achten Gläschen (Wein)

Gehört dem Mensch ein Spundekäschen.

Das reizt den Gaumen, stärkt den Magen –

Kurz, man kann wieder einen (Wein) vertragen!“